# Yogendra Dutt
Yogendra Dutt (...) è un allenatore di calcio figiano.

## Carriera
Ha allenato la nazionale di calcio delle Figi tra il 2009 ed il 2010.
Successivamente dal luglio del 2011 al giugno del 2014 ha allenato il Ba, formazione della prima divisione figiana, con la quale ha anche vinto tre campionati consecutivi ed una Champions vs. Champions figiana.

## Palmarès

### Club

#### Competizioni nazionali
- National Football League (Fiji): 5

Ba: 2006, 2008, 2011, 2012, 2013
- Campionato interdistrettuale figiano: 2

Ba: 2006, 2007
- Battle of Giants figiana: 4

Ba: 2006, 2007, 2008, 2009
- Coppa figiana: 2

Ba: 2006, 2007
- Champions vs. Champions figiana: 3

Ba: 2006, 2008, 2012